# Carcelia paluma
Carcelia paluma là một loài ruồi trong họ Tachinidae.